# 金とく
『金とく』（きんとく）は、2006年4月7日からNHK名古屋放送局と、名古屋局管轄の東海・北陸の各放送局で放送されている地域情報番組である。NHK総合テレビの金曜日の20時台に不定期で放送されている。

## 概要
毎回様々なテーマで、東海・北陸地方が抱える課題や各地の知られざる魅力などを、討論やドキュメンタリー、バラエティなど様々な形態で伝える。また、放送される地域も、東海・北陸7県向けだけでなく、各県別の内容になったり、複数県ごとに内容が異なるなど、こちらも毎回柔軟な編成がなされる。
2010年度から2011年7月22日の放送までは地上デジタル放送への完全移行を前提として、アナログ放送ではレターボックス形式での放送が実施された。また、放送回によっては字幕放送、副音声による解説放送も行われている。
2011年度には番組のリニューアルを実施。番組ロゴマークを放送開始時から使用していた金色のものから緑色をベースにしたものに変更した他に、番組専属のナレーターを初めて置いた（専属ナレーターは2011年度のみ）。
2016年度より不定期放送に移行。

## 放送時間
いずれも日本標準時（JST）。

### 現在
本放送
- 金曜日 19:56 - 20:39（19:30から放送される場合がある）

再放送
- 土曜日 10:05 - 11:18
- 日曜日 13:05 - 13:48（『日曜Tube』の枠で放送）

### 過去

#### 本放送
2006年度 - 2015年度
- 金曜日 20:00 - 20:43（19:30から放送される場合がある）

#### 再放送
2006・2007年度
- 土曜日 10:05 - 10:48あるいは11:18（放送翌日）

2008・2009年度
- 日曜日 10:05 - 10:48あるいは11:18（放送2日後）

2010年度
- 土曜日 10:35 - 11:18（放送翌日）

※ただし、金沢局では2010年から放送を開始した『石川アーカイブス』により再放送は、北陸に関係した話題を除き行われなかった。
2011年度 - 2015年度
- 土曜日 10:05 - 10:48（2011年度以降、原則として前日の内容・2014年春季改編以降は後続の『Uta-Tube』とセットで放送）

### 備考
本放送がなかった週でも、この時間に以前放送されたものを『金とくセレクション』という題名で放送。以上により、2007年度までの『NHKネットワーク54』、2008年度の『難問解決!ご近所の底力』は、『金とく』放送のため別時間での放送となっている。詳細は各番組の項を参照。
2007年7月6日放送分（この日の放送地域は東海3県と石川県）は『大相撲名古屋場所50年〜輝いた!あの一番〜』と大相撲に関する内容だったため、翌7日（初日の前日）の17:05 - 17:55にダイジェスト版として急遽全国放送された（この番組における本編の放送時間は1.5倍の1時間15分）。
2013年6月7日放送分は『世界遺産直前！ぐるっと富士山プレゼン対決　〜静岡VS山梨〜』と富士山に関する内容だったため、『金とく×ヤマナシQUEST』として中部7県に加え山梨県にもネットされた。
一部局の放送休止について
【福井局】NHK大阪放送局制作の『えぇトコ』を内容によってネットすることがある。その場合は当該回が放送休止もしくは時差ネットとなる。
【静岡局】NHK首都圏放送センター制作の『キッチンが走る!』を内容によってネットすることがある。その場合は当該回が放送休止となる。
これ以外にも不定期に各放送局がローカル番組を自主制作するなどの理由で放送を休止したり、時差放送に振り替える場合もある。

## 出演者

### 現在
名古屋局制作版
- 不定

### 過去
名古屋局制作版
- 石澤典夫（東京アナウンス室を経て退局、2006年4月 - 2008年3月） - 進行役
- 森山春香（現・名古屋局アナウンサー、2006年4月 - 2007年3月） - リポーター
- 斉藤孝信（元・アナウンサー、2006年4月 - 2009年3月） - リポーター
- 内多勝康（元・アナウンサー、2008年4月 - 2012年3月） - 進行役
- 黒崎めぐみ（現・理事、2012年4月 - 2016年）
- 戸谷美惠子[1]（ナレーター、2011年度）

フジヤマTV （静岡局制作版）
- 別井敬之（現・名古屋局アナウンサー、2006年4月 - 2009年3月）
- 高須沙知子（現・フリーアナウンサー、2006年4月 - 2009年3月）
- 神門光太朗（現・帯広局アナウンサー、2009年4月 - 2010年7月）
- 光部杏里（元・静岡局契約キャスター、2009年4月 - 2011年2月）
- 大槻隆行（現・松江局アナウンサー、2010年9月 - 2011年2月）

富山のこれから
かつて『富山スペシャル』内で放送されていた。
- 小林孝司（現・東京アナウンス室）
- 島永吏子[2]（元・富山局契約キャスター）

## 企画

### 現在
タイムトラベル 東海道中膝栗毛
お笑いコンビの江戸むらさき（野村浩二・磯山良司）が、十返舎一九の滑稽本『東海道中膝栗毛』に倣い、東海道五十三次の宿場を巡る旅。
ものづくり探訪
東海・北陸地方の企業や町工場を一つのキーワードを基にゲストと共に巡る。
やきもの大百科
鑑定家の中島誠之助と共に東海・北陸地方の陶磁器（やきもの）の産地を訪れ、やきものの魅力を紹介する旅。
やっほー! 日本アルプス
2012年度に開始した「NHK山プロジェクト」の一環で、日本アルプスの魅力を伝える企画。この企画では、関東・甲信越地方に属するNHK長野放送局が参加。東海・北陸地方以外で定時放送が初めて長野県でも行われる（長野県では『知るしん。』として放送）。また、2012年9月21日に放送された『激走!日本アルプス大縦断』は、同年10月13日の『NHKスペシャル』で全国放送された。
| No | サブタイトル                                     | 放送日         | 主な出演者                           | 備考   |
| -- | ------------------------------------------------ | -------------- | ------------------------------------ | ------ |
| 1  | 立山カルデラ 女子ふたり 〜潜入！崩れの山へ〜     | 2012年8月31日  | 鈴木みき、黒崎めぐみ                 | [ 4 ]  |
| 2  | ハギトモ 白馬三山を行く 〜天上のお花畑と大雪渓〜 | 2012年9月7日   | 萩原智子、柏澄子                     | [ 5 ]  |
| 3  | 押切もえが挑む！ “天空の頂”槍ヶ岳                | 2012年9月14日  | 押切もえ、稲葉英樹                   | [ 6 ]  |
| 4  | 激走！ 日本アルプス大縦断                        | 2012年9月21日  | 望月将悟                             | [ 7 ]  |
| 5  | 秋の白馬連峰 男ふたり旅                          | 2013年11月1日  | 小沢一敬（スピードワゴン）、江本悠滋 | [ 8 ]  |
| 6  | 日本アルプス 山小屋物語                          | 2013年11月29日 | 伊藤正一                             | [ 9 ]  |
| 7  | 未知の大峡谷に挑む 〜立山 称名廊下〜             | 2013年12月6日  | 成瀬陽一                             | [ 10 ] |
| 8  | 西穂高岳 冬物語 ～知られざる雪山の世界～         | 2014年4月4日   | 黒崎めぐみ                           | [ 11 ] |
| 9  | 立山 1300年の祈り ～早春の芦峅寺集落～           | 2014年4月11日  | KIKI、黒崎めぐみ                     | [ 12 ] |

金とく 北陸スペシャル（北陸3県向け）
北陸の各局が制作を交互に担当。これまで単独で放送されていた『北陸スペシャル』を継承。また、毎年10月後半から11月上旬には「日本伝統工芸展」金沢展の特集番組が放送される。

### 過去
ちゅうぶ旬旬（原則として第2週に放送、本放送の時は生放送、東海・北陸7県向け）
東海・北陸の様々な魅力を「旬」をキーワードに紹介する。毎回3つの局による対決形式で放送される。
ウッチーのとことん!
キャスターの内多が視聴者からの疑問に「とことん」答えることをコンセプトとした企画。これまで、交通死亡事故やがん終末期医療などを放送した。
出前コンサート（出前寄席）
人気歌手によるコンサート、またはお笑い芸人による演芸の模様を、その土地の人々とのふれあいを交えながら紹介する。なお、2010年度までは「あなたの町に参ります 出前コンサート」として放送。
東海のこれから（東海3県向け、原則として生放送）
『日本の、これから』の東海地方版。『東海ナビゲーション』の後継番組でもある。
フジヤマTV（月1回、静岡県向け）
静岡局が制作を担当。詳細は当該項参照。
金とく 富山スペシャル（富山県向け）
『富山スペシャル』の後継番組でもある。
金とく 石川スペシャル（石川県向け）
『北陸スペシャル・石川』の後継番組。
金とく 福井のじかん（福井県向け）
『北陸スペシャル・福井』の後継番組。2007年4月から上記の題名で放送。

## ドラマ
『金とく』では、数作のオリジナルドラマ作品を発表している。また『地方発ドラマシリーズ』のうち、中部地区を舞台としたものは当枠で先行放送（30分拡大の上）する場合もある（BSプレミアムでは実質再放送扱い）。
『みちくさ』
『金とく』初のドラマ作品である。2006年7月21日・28日に、前編・後編の2回で放送された。リストラされた中年男と恋人に振られた二十歳の女がひょんなことから出会い、名古屋から岐阜、能登半島をさまよう中で、ともに再生していく物語。脚本は橋口亮輔。出演は温水洋一、池脇千鶴ほか。
『マサさんがゆく』
2007年から2009年にかけて放送。名古屋の老舗質屋主人「マサさん」が、行く先々で人々の夢を叶えるよう奮闘するシリーズもの。主演は山田昌。シリーズレギュラー出演者は渡辺哲、かとうかず子。2007年当時に番組司会であった石澤典夫も劇中に出演している。
- 『マサさんがゆく 〜富山・五箇山編〜』 - 2007年4月20日放送。脚本は矢島正雄。ゲスト出演は西村雅彦、西本健太朗ほか。
- 『マサさんがゆく 〜三重・志摩編〜』 - 2007年9月21日放送。脚本は鹿目由紀。ゲスト出演は小倉久寛、今村恵子ほか。
- 『マサさんがゆく 〜お正月スペシャル 岐阜・美濃編〜』 - 2009年1月9日放送。脚本は小松與志子。ゲスト出演は池内淳子、川島なお美、岡田奈々、ヒロシ、朝倉あきほか。

『金とくスペシャル 名古屋発!生放送ドラマ「喜劇 娘が嫁ぐ日」』
2014年5月9日放送。「結婚披露宴がテレビで生中継されることになった新婦と、その披露宴に出席しないと言い出した父親をめぐる挙式当日の物語」を、NHK名古屋放送局のスタジオと名古屋テレビ塔の二元中継で生放送した。脚本は鹿目由紀。出演は平田満、高柳明音（SKE48）、田中俊介（BOYS AND MEN）、兵藤ゆき、山田昌ほか。司会の黒崎めぐみも劇中に出演している。

## その他
中日ドラゴンズ戦中継（NHKプロ野球）
毎年、年に1-2回程度、中日戦の試合をホーム・ビジターを問わず放送することがある。この場合、18時から19時30分と20時45分から試合終了まではデジタル総合サブチャンネル0X2chでリレー放送する。（X=1・静岡局、金沢局、福井局、X=3・名古屋局、岐阜局、津局、富山局）
なお、この間はマルチ編成となり、メインチャンネル（011、または031）は定時番組となる。ビジターゲーム、あるいは地方球場で中日が主管の屋外スタジアムで開催する場合、雨天中止の場合はマルチ編成をせず通常の定時番組となる。
なお2011年9月9日には対横浜ベイスターズ戦（ナゴヤドーム）の中継も予定されたが、台風12号による集中豪雨災害に伴う緊急特別番組「NHKスペシャル・緊急報告　記録的豪雨の衝撃」が急遽全国放送となったため、18時からのマルチ編成を含め放送中止となった。この試合はNHK教育を含む他の在名テレビ局・三重テレビ放送・BS衛星放送への振り替え、およびNHK総合での録画中継は実施されていないため、CS（J SPORTS NHKから裏送り）を除き放送されなかった。

## 放送・制作局
- NHK名古屋放送局（幹事局）
- NHK岐阜放送局
- NHK津放送局
- NHK静岡放送局
- NHK福井放送局
- NHK金沢放送局
- NHK富山放送局
- NHK長野放送局 - 日本アルプス関連の番組のみ

## 他地域での放送
全国放送
- ふるさとから、あなたへ（BShi、2008年度 - 2010年度）
- ろーかる直送便（総合テレビ、2010年度以降）
  - なお、『ろーかる直送便』の第1回放送（2010年4月9日）では、『金とく』の「奇跡の干潟・六条潟〜三河湾 アサリを育む里海〜」（2010年1月29日放送分）の回が放送された。

その他
- とびきり（NHK大阪放送局、総合テレビ・近畿地方向け）
- よるtoもっと（NHK大阪放送局、総合テレビ・近畿地方向け）
  - 2012年3月24日（3月23日深夜）に「SKE48の新・明るい農村」（2011年9月16日放送分）が放送された。
- この他、2011年1月14日に放送された「栄の導き」（富山放送局制作の夕方のニュース番組『ニュース富山人』の1コーナー、俳優の梅津栄が悩み相談に答えるもの）が、2011年3月5日（3月4日深夜）にミッドナイトチャンネル枠で全国放送された。